# يقمر أبيض الذقن
يقمر أبيض الذقن (الاسم العلمي: Galbula tombacea)، هو نوع من الطيور يتبع جنس اليقمر ضمن فصيلة اليقمريات من رتبة نقاريات الشكل.